# Arrunte Tarquinio
Arrunte Tarquinio (... – Roma, 509 a.C.) è stato un militare e nobile romano.
Arrunte Tarquinio, Arruns Tarquinius, è stato il secondo figlio dell'ultimo re di Roma, Tarquinio il Superbo e della sua seconda moglie, Tullia Minore. Fratello di Tito Tarquinio e Sesto Tarquinio.

## Biografia
Arrunte, con il fratello maggiore Tito e il cugino Lucio Giunio Bruto, fu protagonista del viaggio all'oracolo di Delfi sull'isola di Delo. Qui i due fratelli chiesero all'oracolo chi sarebbe stato il successivo sovrano a Roma e l'oracolo rispose che la prossima persona che avesse baciato sua madre sarebbe diventato re. Solo Bruto interpretò correttamente il responso dell'oracolo, madre nel significato di madre terra, così al ritorno a Roma, finse di inciampare e baciò la terra.
Quando i Tarquini furono esiliati da Roma, e Bruto fu eletto il primo console di Roma, Arrunte, con il fratello Tito, si rifugiò a Cere.
Arrunte combatte poi contro l'esercito romano nella battaglia della Selva Arsia, con gli alleati Etruschi delle città Tarquinia e Veio che si erano uniti ai Tarquini nel tentativo di restaurarne il trono. Durante la battaglia Arrunte si scontrò con Bruto; i due, spronati i loro cavalli al galoppo, si trafissero vicendevolmente con le loro lance, perdendo entrambi la vita nello scontro.